# Pilosella cymosa
Pilosella cymosa (нечуйвітер напівпарасольковий або нечуйвітер напівзонтичний як Hieracium cymosum) — вид рослин з родини айстрових (Asteraceae), поширений у Європі, пн.-зх. Туреччині, Вірменії, Азербайджані й фрагментарно на схід від Уралу.

## Опис

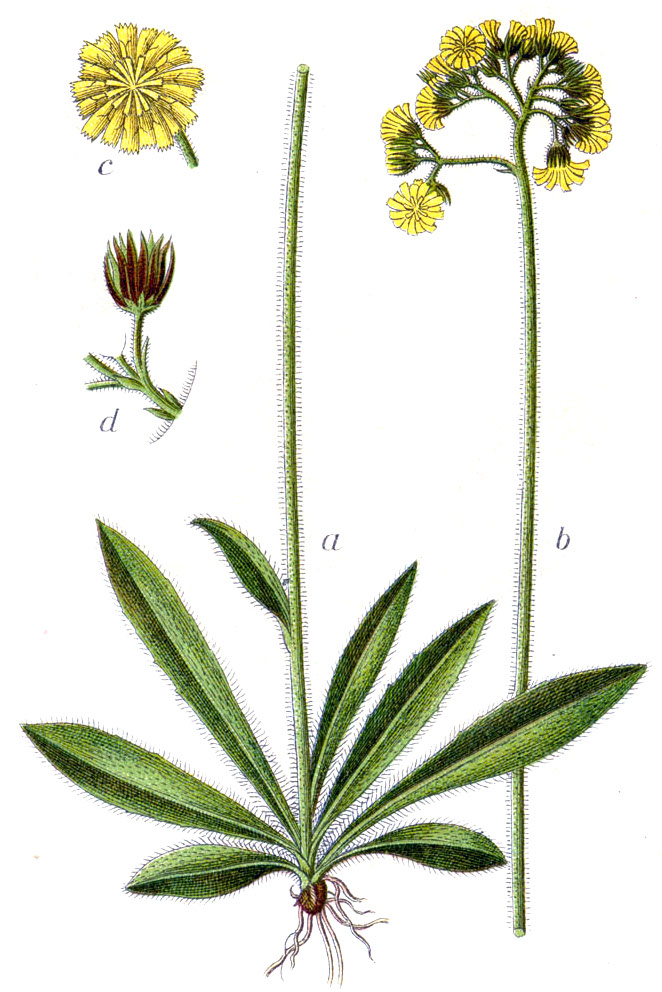

Багаторічна трав'яниста рослина 30–40 см заввишки. Волоски на всій рослині більш-менш довгі, 1–6 мм завдовжки; листочки обгорток і квітконоси більш-менш густо запушені волосками, проте здебільшого розсіяно-залозисті.

## Поширення
Поширений у Європі, північно-західній Туреччині, Вірменії, Азербайджані й фрагментарно на схід від Уралу.
В Україні вид зростає на сухих відкритих галявинах, схилах, вапняках, крейді, узліссях — у б. ч. території, крім півдня Степу і Криму.